# Telemaco Signorini

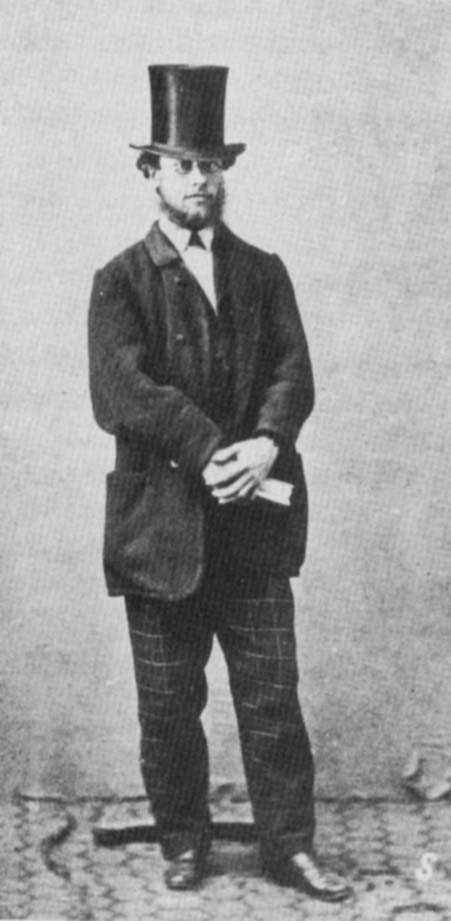
Portrait of Telemaco Signorini

Telemaco Signorini (Florence, 18 augustus 1835 – aldaar, 1 februari 1901) was een Italiaans kunstschilder. Zijn vroege werk behoort tot het realisme. Zijn latere werk wordt hoofdzakelijk gerekend tot het impressionisme.

## Leven en werk
Signorini was de zoon van de hofschilder van de groothertog van Toscane. Aanvankelijk koos hij ervoor literatuur te gaan studeren, maar op aandringen van zijn vader ging hij in 1852 naar de Florentijnse kunstacademie. Hij leerde er modeltekenen maar legde zich aanvankelijk vooral toe op het landschapschilderen 'en plein air', in een realistische stijl. Ook maakte hij werken geïnspireerd door Walter Scott en Machiavelli.

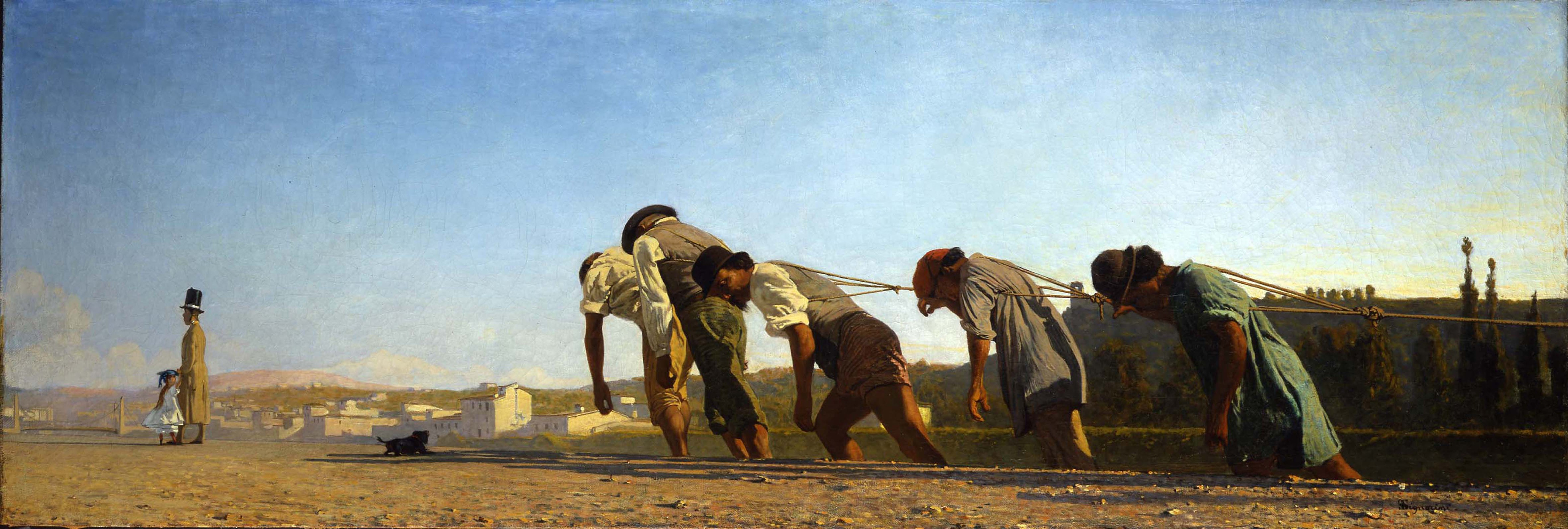
De rivieroever, 1864

In 1855 werd hij een regelmatige bezoeker van 'Caffè Michelangiolo' in Florence, waar hij Giovanni Fattori, Silvestro Lega en Saverio Altamura ontmoette, met wie hij weldra het kunstenaarsgenootschap de 'Macchiaioli' zou vormen, die zich verzette tegen de conventionele academische Italiaanse kunsttradities. Ze werkten vooral in de open lucht en legden veel nadruk op licht en kleur. Daarmee worden ze heden ten dage wel beschouwd als voorlopers van het impressionisme.
Tijdens de Tweede Italiaanse Onafhankelijkheidsoorlog in 1859 diende Signorini in het leger, waarna hij enkele militaire taferelen schilderde. In 1861 bezocht hij voor de eerste keer Parijs en raakte onder de indruk van het werk van Jean-Baptiste Corot en Karl Daubigny. Terug in Florence richtte hij met Silvestro Lega, Giuseppe Abbati en Odoardo Borrani de 'School van Piagentina' op. Toen hij in 1869 opnieuw naar Parijs ging leerde hij de impressionist Edgar Degas kennen, die zijn latere werk sterk zou beïnvloeden. Hij sloot zich aan bij de Italiaanse kunstenaarskolonie in Parijs, onder wie Giovanni Boldini, Giuseppe De Nittis en Federico Zandomeneghi, zonder zich er definitief te vestigen.
In de jaren 1880 maakte Signorini reizen naar Engeland en Schotland. In die tijd raakte hij ook onder de indruk van James McNeill Whistler en de Japanse kunst, vooral in het zoeken naar atmosfeer en het gebruik van de platte ruimte.
Veel van Signorinis werk werd ook beïnvloed door de fotografie. De asymmetrische opzet van een aantal van zijn werken doet sterk vermoeden dat ze geschilderd zijn naar foto’s.
In 1892 werd Signorini docent aan het ‘Instituto Superiore di Belle Arti’ in Florence. Hij overleed in 1901, op 65-jarige leeftijd.

## Galerij

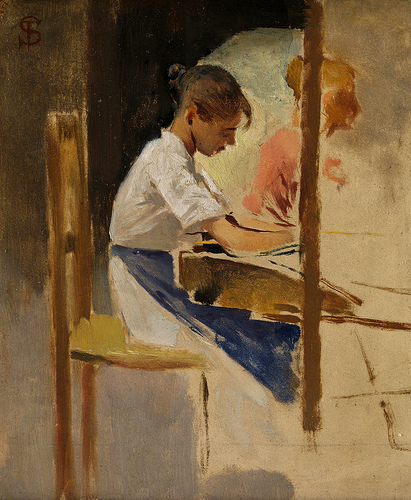
Studie voor 'De wevers'
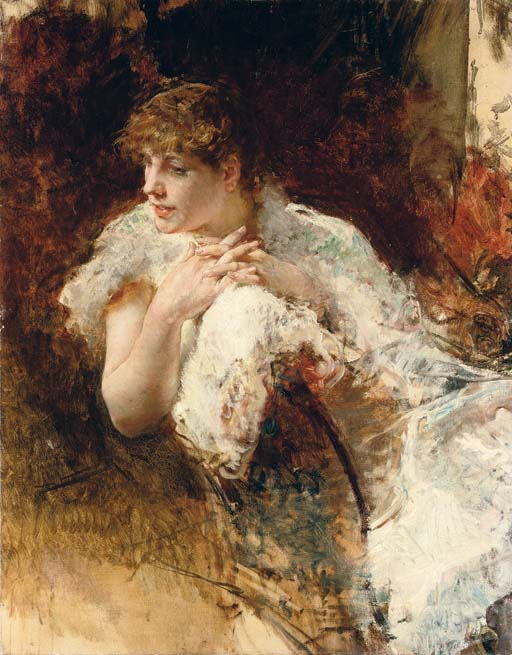
Portret van een dame
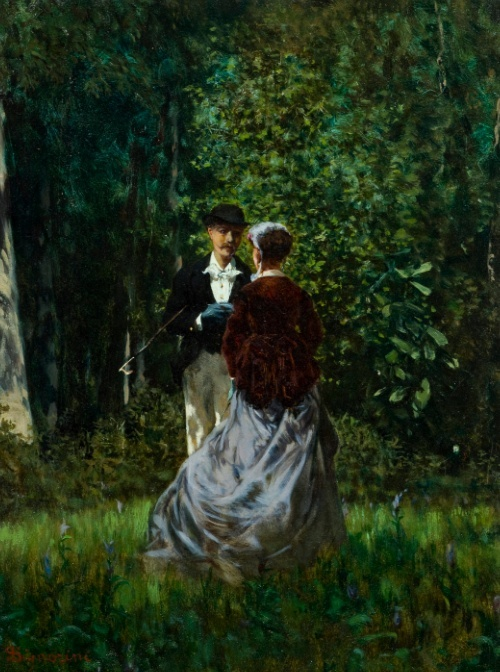
Rendez-vous in het bos
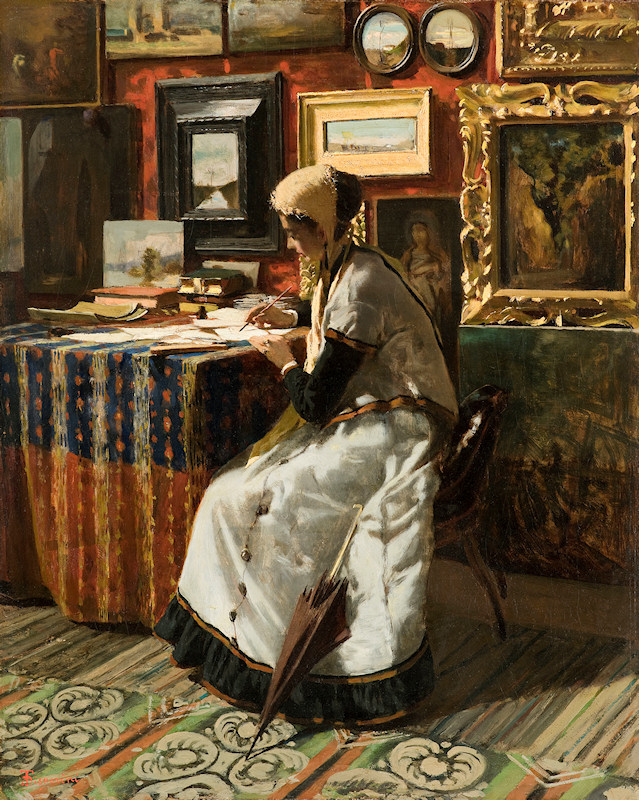
Non potendo aspettare o La lettera\
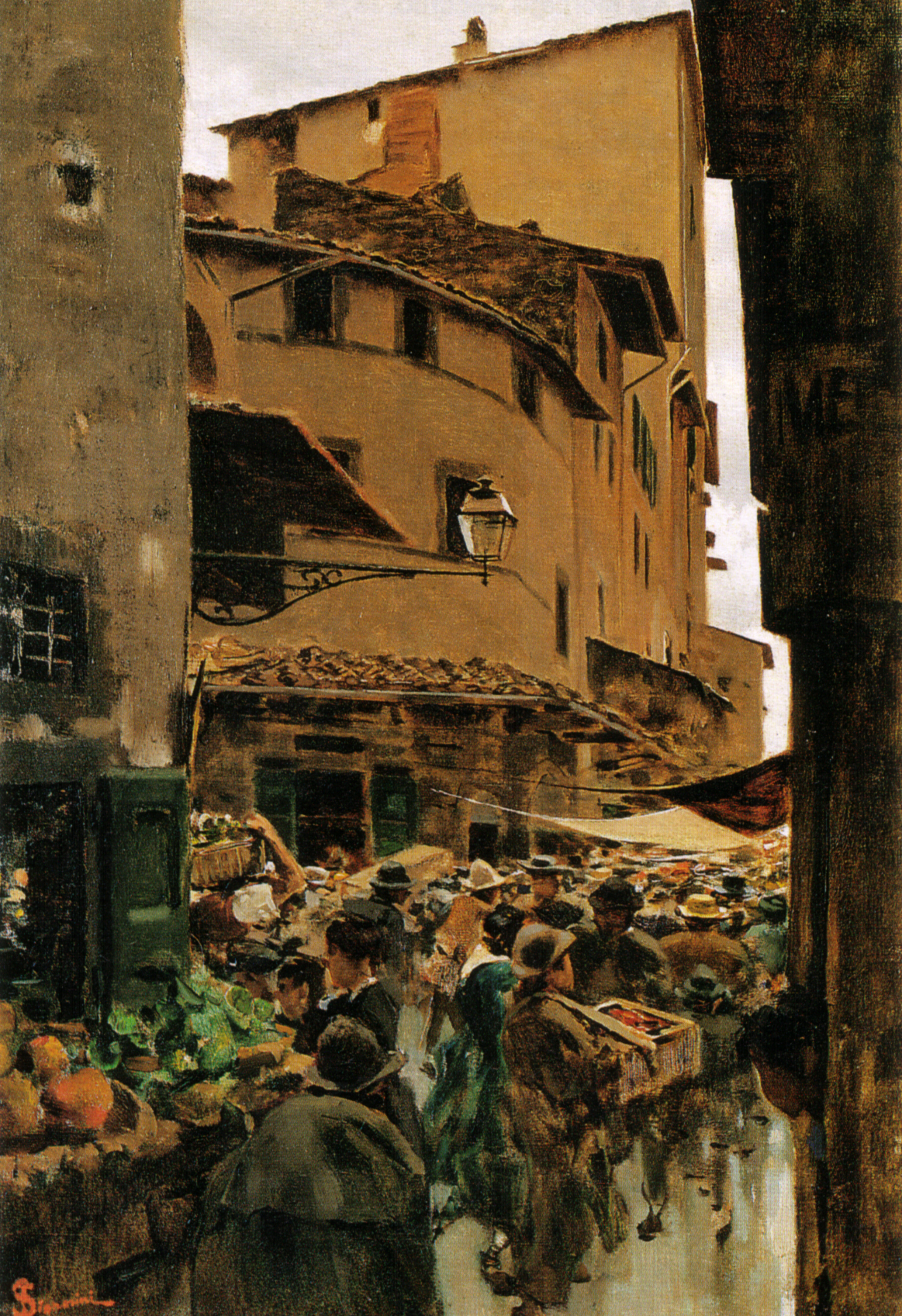
Via Calimala
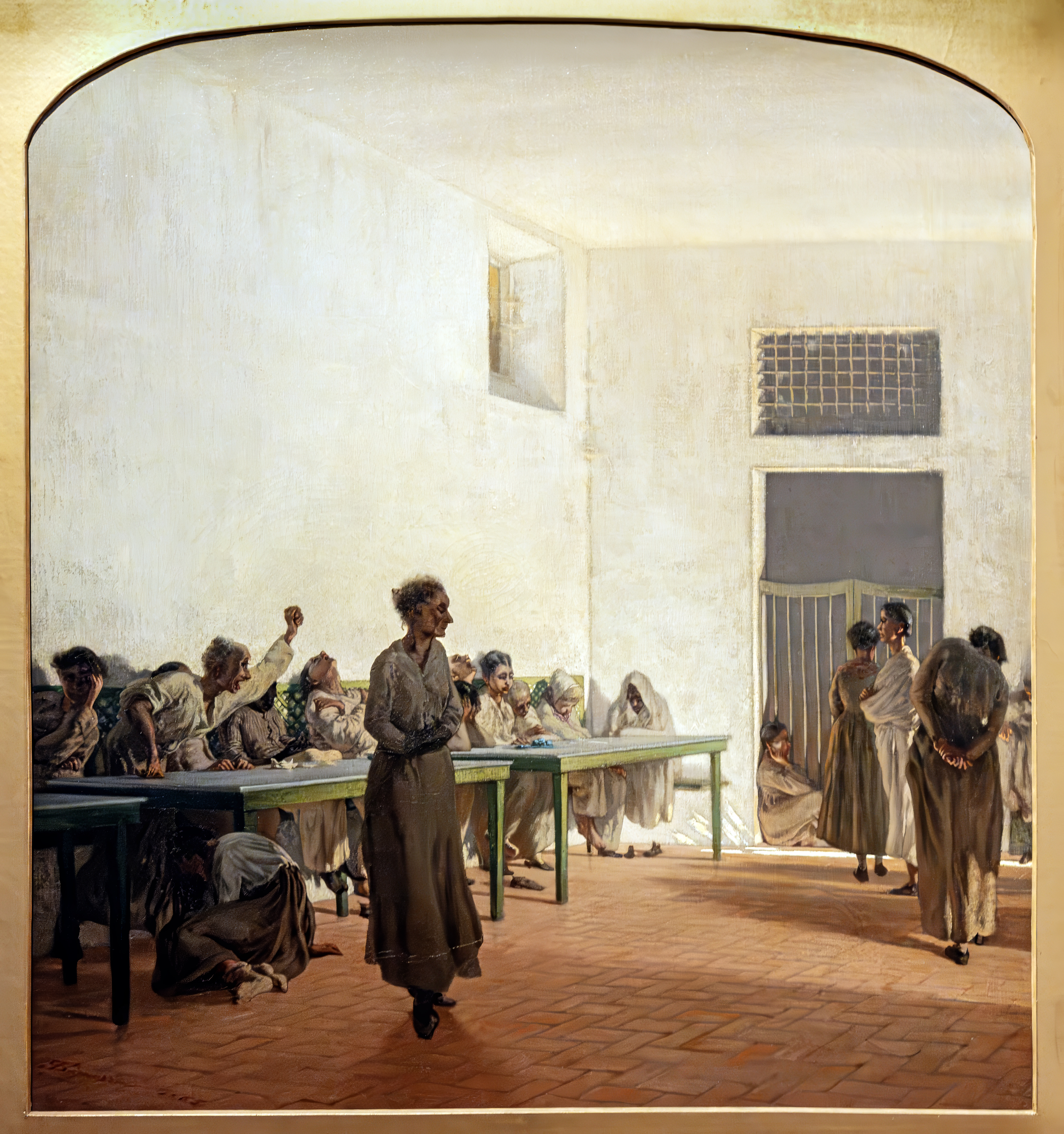
De zaal van het gekkenhuis San Bonifazio, Florence
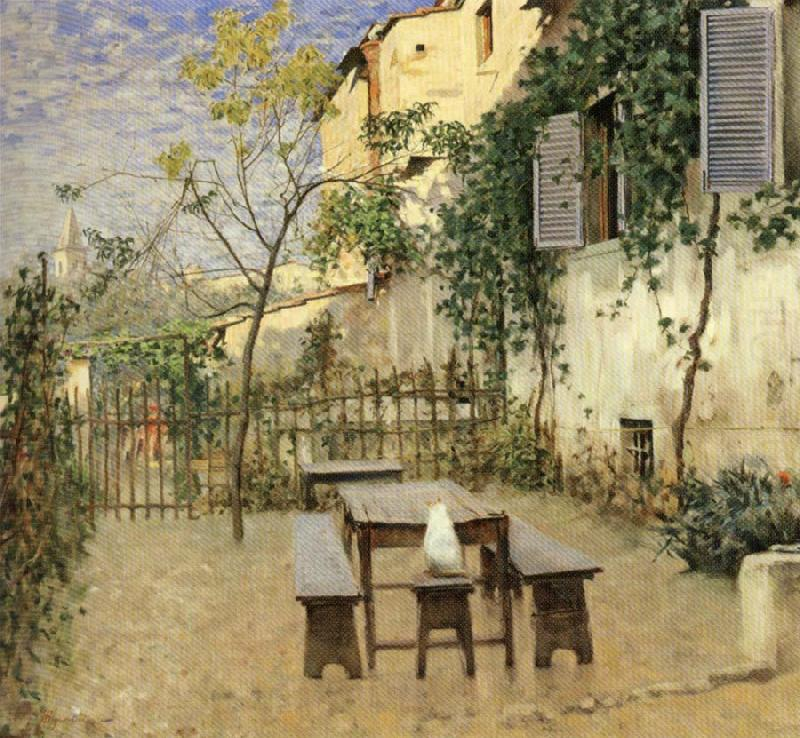
Ochtend in september
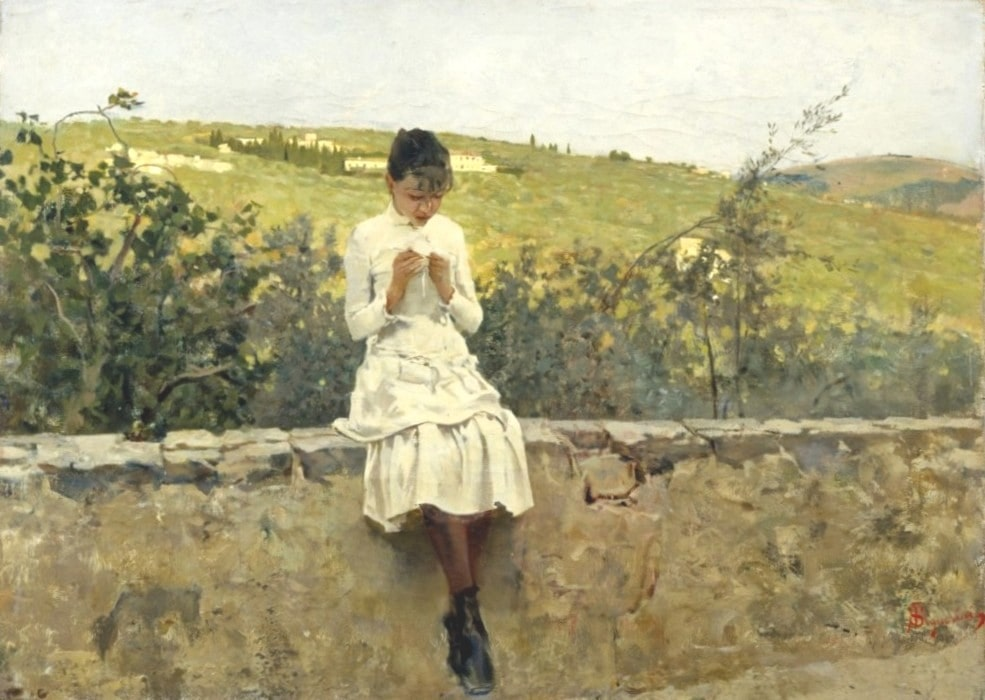
Op het muurtje
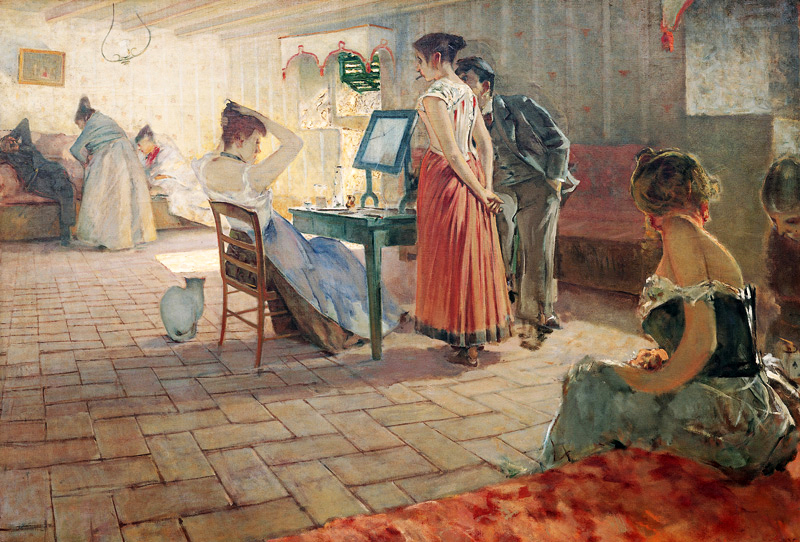
Het middagtoilette
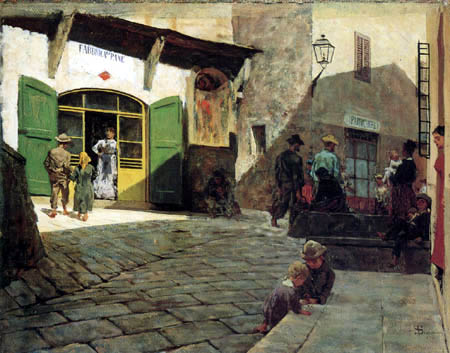
Bakkerij in Settignano